# Аджітапіда
Аджітапіда (*гінді अजितपीड़ा д/н — бл. 842/850) — самраат Кашмірської держави в 840—842/850 роках.

## Життєпис
Походив з династії Каркота. Онук самраата Ваджрадітьї, син Трібхуванапіди. 840 року після повалення самраата Чіппатаджаяпіди поставлений на трон впливовим військовиком Утпалою.
Не мав жодної влади. Повалений між 842 і 850 роками внаслідок поразки Утпала від свого брата Мамми. Новим самраатом оголошено внучатого небожа Анангапіду.